# Ashoke Sen
Ashoke Sen, FRS (em bengali:  অশোক সেন; 1956) é um físico indiano e professor no Harish-Chandra Research Institute, em Allahabad. Ele também é professor emérito no Korea Institute for Advanced Study. Em 1998 foi aceito como membro da Royal Society ao ser indicado pelo físico Stephen Hawking.

## Prêmios
- Fellow of the Royal Society 1998[1]
- Fundamental Physics Prize, em 2012, por seu trabalho sobre "String theory".[2]